# Distrito electoral de Albion n.º 3
Albion n.º 3 (en inglés: Albion No. 3 Precinct) es un Distrito electoral ubicado en el condado de Edwards en el estado estadounidense de Illinois. En el Censo de 2010 tenía una población de 653 habitantes y una densidad poblacional de 28,72 personas por km².

## Geografía
Albion n.º 3 se encuentra ubicado en las coordenadas 38°21′21″N 88°5′7″O / 38.35583, -88.08528. Según la Oficina del Censo de los Estados Unidos, Albion n.º 3 tiene una superficie total de 22,74 km², de la cual 22,69 km² corresponden a tierra firme y (0,22%) (0,22%) km² es agua.

## Demografía
Según el censo de 2010, había 653 personas residiendo en Albion n.º 3. La densidad de población era de 28,72 hab./km². De los 653 habitantes, Albion n.º 3 estaba compuesto por el 95,87% blancos, el 0,31% eran afroamericanos, el 0,31% eran amerindios, el 0,61% eran asiáticos, el 0,61% eran de otras razas y el 2,3% pertenecían a dos o más razas. Del total de la población el 0,92% eran hispanos o latinos de cualquier raza.